# El Arenal de las Ollas
El Arenal de las Ollas är en ort i Mexiko, tillhörande kommunen Ixtapan de la Sal i delstaten Mexiko. Orten hade 281 invånare vid folkräkningen 2010.